# FIFA Street 2
El FIFA Street 2 és un joc del 2006 de la saga FIFA de videojocs d'Esports d'EA Sports. El joc va ser llançat per GameCube, DS de Nintendo, PlayStation 2, PSP, Xbox, i telèfons mòbils. El jugador de la coberta del joc és el portuguès Cristiano Ronaldo. Les edicions de consola del joc van rebre bones crítiques per les millores respecte el primer FIFA Street. Tanmateix, algunes versions intermèdies van ser mal valorades per no incloure aquelles innovacions.

## Jugabilitat
És un joc de futbol de carrer on el jugador pot agafar el control de 4 jugadors i ha d'aconseguir una quantitat d'objectius en un temps màxim. Llegendes de futbol com Abedi Pele, Eric Cantona i Paul Gascoigne apareixen al joc. El joc té la seva pròpia ràdio, presentada per Zane Lowe que havia estat a la ràdio de la BBC 1 i amb artistes com Roots Manuva, Sway, Pendulum, The Editors i The Subways.

## Situació
Ubicacions on els usuaris poden experimentar la cultura de carrer soccer.
| País         | Ciutat              | Entorn | Superfície |
| ------------ | ------------------- | ------ | ---------- |
| Netherlands  | Amsterdam           | Ciutat | Asfalt     |
| Alemanya     | Berlín              | Ciutat | Asfalt     |
| Anglaterra   | London              | Ciutat | Gravel     |
| Itàlia       | Roma                | Ciutat | Pavers     |
| França       | Marseille           | Ciutat | Asfalt     |
| Estats Units | Ciutat de Nova York | Ciutat | Asfalt     |
| Brasil       | Favela              | Ciutat | Sorra      |
| Brasil       | Barra Platja        | Ciutat | Sorra      |
| Mèxic        | Ciutat de Mèxic     | Ciutat | Pavers     |
| Camerun      | Yaoundé             | Ciutat | Sorra      |

## Recepció
El joc va rebre bones crítiques per totes les plataformes excepte la versió de DS, on va rebre males crítiques segons Metacritic.
The A.V Club va qualificar el joc amb una B. Tanmateix, The Times va donar a les versions de PS2 i Xbox tres estrelles de cinc.